# Gmina Glamoč
Gmina Glamoč (boś. Općina Glamoč) – gmina w Bośni i Hercegowinie, w kantonie dziesiątym. W 2013 roku liczyła 3860 mieszkańców.